# Eduard Mörike
Eduard Friedrich Mörike (n. 8 septembrie 1804 la Ludwigsburg - d. 4 iunie 1875 la Stuttgart) a fost un poet romantic german.
A scris o lirică interiorizată, de inspirație romantică, exprimând sentimentul naturii și al iubirii în balade și idile, străbătute de ecourile pline de prospețime ale cântecului popular.

## Scrieri
- 1832: Maler Nolten ("Pictorul Nolten"), roman pe tema formării personalității umane și a independenței artistului;
- 1838: Gedichte ("Poezii");
- 1858: Mozart auf der Reise nach Prag ("Mozart în călătorie spre Praga"), considerată capodopera sa.